# 小甲
小甲（？—？），子姓，名高，是商朝第八任君王。《史記·殷本紀》说他是太庚之子，可是《史記·三代世表》说他是太庚之弟，並說「殷道衰，諸侯或不至」（殷本紀把這兩句置于雍己時期）。小甲在位時，商代以亳為都，他去世後，弟太戊繼立。

## 在位年數
現今流傳文獻記載的小甲在位年數有3種說法：
- 在位17年，《今本竹書紀年》，《太平御覽》卷83引《史記》、《皇極經世》、《資治通鑑前編》、《冊府元龜》、《文獻通考》均同。
- 在位36年，《資治通鑑外紀》、《通志》。
- 在位57年，《資治通鑑外紀》引《帝王世紀》。